# Michel Thierry Atangana
Pour les articles homonymes, voir Atangana.
Michel Thierry Atangana est un ingénieur financier français d'origine camerounaise, né le 14 juin 1964 à Yaoundé.
Il a été emprisonné durant 17 ans, dont cinq à l'isolement, au Cameroun. Le statut de prisonnier d'opinion lui a été reconnu par Amnesty International.

## Biographie
Michel Thierry Atangana est le fils d'un père préfet et d'une mère greffière au tribunal de grande instance du Mfoudi à Yaoundé.

### Activités professionnelles
Financier de formation, il travaille pour un grand groupe français en qualité de cadre financier. Ultérieurement, il est chargé de la restructuration de la dette de certaines multinationales comme Nestlé ou Philips, dont les créances dorment dans certains pays africains, dont le Cameroun, où la détérioration des actifs financiers de ces entreprises étaient de l'ordre de 40 milliards de francs CFA.
Coopté dans une commission chargée de la restructuration du réseau routier en Europe, il entre alors en contact avec le groupe Jean Lefebvre, lui-même en activité dans le secteur routier au Cameroun, qui lui propose de conduire ce projet[Quoi ?]. En 1992, il retourne au Cameroun pour installer le comité de pilotage franco-camerounais chargé, entre autres, de trouver des investisseurs privés pour la construction d'axes autoroutiers.
En 1994, il est nommé à la tête du Comité de pilotage et de suivi des axes routiers Yaoundé-Kribi et Ayos-Bertoua (COPISUR), cumulant ce poste avec celui de chargé de mission auprès du secrétaire général à la présidence de la République, et à ce titre le représentant désigné par le gouvernement du Cameroun au sein du comité de pilotage.
Michel Thierry Atangana devient Français par son mariage, le Cameroun ne reconnaissant pas la double nationalité.

### Arrestation et détention
Le 12 mai 1997, il est interpellé par des éléments des forces spéciales camerounaises, accusé de soutenir un opposant au gouvernement, Titus Edzoa. Arrêté, l’ensemble de ses biens sont saisis.  
Pendant 5 ans, il est placé à l’isolement total. Il indique dans des entretiens ultérieurs que la France a longtemps nié sa nationalité française, et qu'il lui a fallu attendre 15 ans avant qu’un responsable français ne lui rende visite, grâce à l'aide de l'ambassadeur français au Cameroun Bruno Gain. 
Depuis 2005, le statut de prisonnier politique lui a été reconnu par le département d’État américain. Le statut de prisonnier d'opinion lui a été reconnu par Amnesty International en 2013.[réf. nécessaire]
Par une décision en date du 13 novembre 2013, le Groupe de travail sur la détention arbitraire de l’ONU a condamné le caractère arbitraire de la détention de Michel Thierry Atangana et a exigé sa libération immédiate.  
À la suite de l’avis du groupe de travail sur la détention arbitraire de l’ONU, un décret du président camerounais Paul Biya lui a concédé une remise de peine.  

### Libération et demande de réhabilitation
Sa libération a été effective le 24 février 2014. Mais Michel Thierry Atangana n’a, à ce jour, toujours pas été réhabilité. Ses biens sont toujours confisqués et ses avoirs gelés par l’État camerounais. 
L’ONU avait exigé que la libération du prisonnier français soit accompagnée de deux autres mesures : des sanctions prises à l’encontre de ses bourreaux et une indemnisation complète. Aucune sanction n’a été prise et aucune indemnisation n’a été effectuée à ce jour.[réf. nécessaire]
Le Groupe de travail sur la détention arbitraire de l’ONU apporte son soutien à la démarche de Michel Thierry Atangana.
En France, l’Association Atangana contre l’oppression et l’arbitraire (AACOA) fédère un comité de soutien composé d’avocats, de journalistes et de représentants de la société civile engagés pour la réhabilitation de Michel Thierry Atangana. C’est également le cas d’Amnesty International, de la Fondation Kennedy, de l’ONG Freedom House ainsi que du département d'État des États-Unis[réf. nécessaire]. 
Le 28 mars 2014, Michel Thierry Atangana a été reçu par le président de la République française, François Hollande, qui l’a également assuré de son soutien.
Il demande que soit appliquée la décision de l’ONU rendue le 13 novembre 2013, que des sanctions soient prises contre les auteurs de cette injustice et qu’une indemnisation lui soit versée à la hauteur de son préjudice.
Michel Thierry Atangana vit désormais en France. 